# J3 League 2015
La J3 League 2015, también conocida como Meiji Yasuda J3 League 2015 por motivos de patrocinio, fue la segunda temporada de la J3 League. Contó con la participación de trece equipos. El torneo comenzó el 15 de marzo y terminó el 23 de noviembre de 2015.
Los nuevos participantes fueron, por un lado, el equipo descendido de la J. League Division 2: Kataller Toyama, que había ascendido en la temporada 2009. Por otra parte, el equipo proveniente de la Japan Football League: Renofa Yamaguchi, que tuvo su primera participación en este certamen.
El campeón fue Renofa Yamaguchi, por lo que ascendió a Segunda División. Además, Machida Zelvia venció en la promoción entre J2 y J3 a Oita Trinita, de manera tal que se transformó en el otro ascendido a la segunda categoría y el primer equipo en lograrlo mediante este método.

## Ascensos y descensos
| Descendidos de la J3 League 2014 |
| -------------------------------- |
| No hubo                          |

| Torneo | Ascendidos a la J3 League 2015 |
| ------ | ------------------------------ |
| JFL    | Renofa Yamaguchi               |

| Pos | Ascendidos a la J2 League 2015 |
| --- | ------------------------------ |
| 1.º | Zweigen Kanazawa               |

| Pos  | Descendidos de la J. League Division 2 2014 |
| ---- | ------------------------------------------- |
| 22.º | Kataller Toyama                             |

- De esta manera, el número de participantes aumentó a 13.

## Reglamento de juego
El torneo se disputó en un formato de todos contra todos en el que cada equipo debió jugar tres partidos contra sus otros doce contrincantes (al menos una vez de local, salvo la Selección sub-22 de la J. League, que disputó todos sus encuentros de visitante) y quedar libre en tres fechas; de esta manera, cada cuadro completaría 36 encuentros. Una victoria se puntuaba con tres unidades, mientras que el empate valía un punto y la derrota, ninguno.
Para desempatar se utilizaron los siguientes criterios:
1. Puntos
2. Diferencia de goles
3. Goles anotados
4. Resultados entre los equipos en cuestión
5. Desempate o sorteo

El equipo con más puntos al final del campeonato ascendería directamente a la J2 League 2016, mientras que se jugarían dos partidos de promoción entre el subcampeón y el penúltimo de la J2 League 2015 para dirimir un cupo en la segunda categoría.

## Tabla de posiciones
| Pos. | Equipo                           | Pts. | PJ | G  | E  | P  | GF | GC | Dif. | Ascenso                    |
| ---- | -------------------------------- | ---- | -- | -- | -- | -- | -- | -- | ---- | -------------------------- |
| 1    | Renofa Yamaguchi (C)             | 78   | 36 | 25 | 3  | 8  | 96 | 36 | +60  | Ascendido a J2 League 2016 |
| 2    | Machida Zelvia                   | 78   | 36 | 23 | 9  | 4  | 52 | 18 | +34  | Promoción J2/J3            |
| 3    | Nagano Parceiro                  | 70   | 36 | 21 | 7  | 8  | 46 | 28 | +18  |                            |
| 4    | S.C. Sagamihara                  | 58   | 36 | 17 | 7  | 12 | 59 | 51 | +8   |                            |
| 5    | Kataller Toyama                  | 52   | 36 | 14 | 10 | 12 | 37 | 36 | +1   |                            |
| 6    | Gainare Tottori                  | 50   | 36 | 14 | 8  | 14 | 47 | 41 | +6   |                            |
| 7    | Fukushima United                 | 49   | 36 | 13 | 10 | 13 | 42 | 48 | −6   |                            |
| 8    | Blaublitz Akita                  | 45   | 36 | 12 | 9  | 15 | 37 | 40 | −3   |                            |
| 9    | F.C. Ryukyu                      | 45   | 36 | 12 | 9  | 15 | 45 | 51 | −6   |                            |
| 10   | Fujieda MYFC                     | 37   | 36 | 11 | 4  | 21 | 37 | 61 | −24  |                            |
| 11   | Grulla Morioka                   | 35   | 36 | 8  | 11 | 17 | 36 | 47 | −11  |                            |
| 12   | Selección sub-22 de la J. League | 28   | 36 | 7  | 7  | 22 | 28 | 71 | −43  |                            |
| 13   | YSCC Yokohama                    | 27   | 36 | 7  | 6  | 23 | 24 | 58 | −34  |                            |

 Fuente: J. League Data Site: 2015 MEIJI YASUDA J3 LEAGUE League table
Criterios de clasificación: 1) puntos; 2) diferencia de goles; 3) número de goles marcados; 4) resultados entre los equipos en cuestión.

## Promoción J2/J3
| 29 de noviembre de 2015, 12:33 (UTC+9) | Machida Zelvia    | 2:1 (1:1) | Oita Trinita | Estadio Atlético, Machida                                  |                                                            |
|                                        | Suzuki 45+2', 72' | Reporte   | Daniel 22'   | Asistencia: 8.629 espectadores Árbitro(s): Hiroyuki Kimura | Asistencia: 8.629 espectadores Árbitro(s): Hiroyuki Kimura |

| 6 de diciembre de 2015, 12:34 (UTC+9) | Oita Trinita | 0:1 (0:0) | Machida Zelvia | Estadio del Gran Ojo, Ōita                                 |                                                            |
|                                       |              | Reporte   | Suzuki 58'     | Asistencia: 14.217 espectadores Árbitro(s): Yūdai Yamamoto | Asistencia: 14.217 espectadores Árbitro(s): Yūdai Yamamoto |

Machida Zelvia ganó por 3 a 1 en el marcador global y ascendió a la J2 League para la temporada 2016, al mismo tiempo que Oita Trinita descendió a la J3 League.

## Campeón
|                                      |
|                                      |
| Campeón Renofa Yamaguchi 1.er título |